# Мурфатлар
Мурфатлар или Басараби (на румънски: Murfatlar) е общински град в окръг Констанца, Румъния с развито лозарство.

## История и произход на името
След разкопки са открити археологически следи, датирани към 992 г. Първият запазен до днес документ за град с име Мурфатлар е издаден през 1855. Името на града идва от турската дума murvet (което означава „щедрост“). Името се запазва до 1924 г., когато в резултат на политически спорове между то е променено на Басараби (Basarabi). То не се изменя до 1965 година, а и между 1975 и 2007 г. по идея на Николае Чаушеску. На 26 юни 2007 долната камара на румънските депутати приема закон за връщане на името Мурфатлар. Законът е приет от Сената на 4 декември 2007, обнародван от президента на Румъния на 20 декември 2007 г. и публикуван на 21 декември 2007 г.

## Администрация и забележителности
Мурфатлар е пристанище на канала Дунав-Черно море и има население от 11 070 души. Основна местна забележителност е комплексът от пещери и издълбани в скалите скитове на т.нар. Мурфатларски скален комплекс.
Фентенита – Мурфатлар е защитен природен резерват тип флора и фауна на територията на град Мурфатлар. Село Симинок (историческо име:  Turk Murfat) също е включено в очертанията града. Името на селото идва от цветето Жълт смил (siminoc на румънски), което може да се намери в изобилие в района на резервата.

## Демографски данни
В рамките на преброяването от 2011 г. е установено, че в града живеят 8657 румънци (89,86%), 547 татари (5,68%), 236 роми (2,45%), 134 турци (1,39%), 9 унгарци (0,09%), 3 арумъни (0,03%), а 32 души са с недекларирана етническа принадлежност (0,33%).

## Местни жители и побратимени градове
Басараби е родното място на бившия президент на Румъния Траян Бъсеску.
- Кайнари,  Молдова.

## Галерия снимки
- Каналът Дунав-Черно море
- Плавателният канал в Мурфатлар
- Мостът над канала в града
- Музей на средновековния скален манастрир при Мурфатлар